# Breaded Life
Breaded Life es una película dramática nigeriana de 2021 escrita y dirigida por Biodun Stephen. Fue coproducida por Biodun Stephen, Tara Ajibulu y Kayode Sowade. Está protagonizada por MC Lively, Bisola Aiyeola, Timini Egbuson, Bimbo Ademoye, Bolanle Ninalowo y Lateef Adedimeji. Se estrenó el 10 de abril de 2021 en el cine iMax de Lagos y a nivel nacional el 16 de abril de 2021. Es un spin-off de la comedia romántica de 2016, Picture perfect, con algunos de los miembros originales del reparto.

## Sinopsis
Un joven incomprendido pero malcriado (Timini Egbuson) se enamora de una vendedora de pan (Bimbo Ademoye). Sin embargo, su madre (Tina Mba) condena con vehemencia la situación. Su vida junto a su amor lo lleva a un mundo desconocido para él. Y lo mantiene en un camino de guerra con su madre.

## Elenco
- MC Lively
- Bisola Aiyeola
- Timini Egbuson
- Bimbo Ademoye
- Bolanle Ninalowo
- Adedimeji Lateef
- Tina Mba
- Amuda Eko
- Jide Kosoko
- Lizzy Jay
- Tomiwa Sage
- Karen Spikes

## Producción y lanzamiento
Según la directora Biodun Stephen, Breaded Life es una historia de la vida real inspirada en las experiencias de las personas que la rodean.
La producción es una colaboración entre el proyecto Shutterspeed y David Wade. El rodaje duró 16 días. El equipo de producción tuvo que lidiar con los "Area Boys", pandillas poco organizadas de niños y adolescentes de la calle, mientras filmaba en Agege Market.

## Recepción
Un crítico de Sodas N Popcorn señaló que la película "acertó en las notas correctas", pero tenía algunos defectos relacionados con el giro de la trama al final y el mensaje general. Otro crítico concluyó que valía la pena el precio de entrada al cine, sin embargo, señaló que Egbuson había sido encasillado.
Recaudó alrededor de ₦ 10 millones en el primer fin de semana y ₦ 32 millones en la segunda semana.